# Ralph Smith (homme politique canadien)
Pour les articles homonymes, voir Ralph Smith et Smith.
Ralph Smith (8 août 1858-17 février 1917) est un homme politique canadien de la Colombie-Britannique. Il est député fédéral libéral des circonscriptions britanno-colombiennes de Vancouver de 1900 à 1904 et de Nanaimo de 1904 à 1911.
Il est aussi député provincial travailliste de la circonscription britanno-colombienne de South Nanaimo de 1898 à 1900, de Nanaimo City en 1900 et de Vancouver City de 1916 jusqu'à son décès en 1917.

## Biographie
Né à Newcastle upon Tyne en Angleterre, Smith immigre au Canada avec sa femme en 1891 et le couple s'installe à Nanaimo. Il devient ensuite mineur et syndicaliste.
Élu sur la scène provinciale, il sert comme ministre des Finances dans le gouvernement du premier ministre Harlan Carey Brewster de 1916 à son décès en fonction en février 1917.
Sa conjoint, Mary Ellen Smith, lui succède lors de l'élection partielle de janvier 1918 et devient par la suite la première femme ministre dans un cabinet à travers l'Empire britannique.
Smith était un supporteur du droit de vote des femmes pour lequel la province vote l'adoption à la suite de la victoire des Libéraux et après plus de dix tentatives infructueuses.